# Observatoire Félix-Aguilar
Pour les articles homonymes, voir Aguilar et Cesco.
L'observatoire Félix-Aguilar (en espagnol Observatorio astronómico Félix Aguilar) est un observatoire astronomique situé en Argentine. Il possède le code d'observatoire de l'UAI 808. Il était connu sous le nom d'observatoire El Leoncito jusqu'en 1990 (25e anniversaire du début des observations), avant de devenir la Station astronomique Carlos-Ulrrico-Cesco (en espagnol Estación Astronómica Carlos Ulrico Cesco, en abrégé EACUC), en l'honneur des nombreuses contributions de Carlos Ulrrico Cesco à la création et au fonctionnement de l'observatoire. Il est situé dans le parc national El Leoncito, dans la province de San Juan. À El Leoncito se trouve également le Complejo Astronómico El Leoncito (CASLEO), code observatoire UAI 829.
L'observatoire tire son nom de Félix Aguilar (1884–1943), un astronome et ingénieur argentin qui fut directeur de l'observatoire de La Plata de 1919 à 1921 puis de nouveau de 1934 jusqu'à sa mort.
L'observatoire Félix-Aguilar est crédité par le Centre des planètes mineures de la découverte de 63 astéroïdes entre 1967 et 1990.
L'astéroïde (3083) OAFA a été nommé en son honneur.

## Astéroïdes découverts
| (2075) Martinez      | 9 novembre 1974   |
| (2124) Nissen        | 20 juin 1974      |
| (2189) Zaragoza      | 30 août 1975      |
| (2219) Mannucci      | 13 juin 1975      |
| (2284) San Juan      | 10 octobre 1974   |
| (2311) El Leoncito   | 10 octobre 1974   |
| (2381) Landi         | 3 janvier 1976    |
| (2490) Bussolini     | 3 janvier 1976    |
| (2507) Bobone        | 18 novembre 1976  |
| (2548) Leloir        | 16 février 1975   |
| (2550) Houssay       | 21 octobre 1976   |
| (2605) Sahade        | 16 août 1974      |
| (2680) Mateo         | 1er juillet 1975  |
| (2691) Sersic        | 18 mai 1974       |
| (2745) San Martín    | 25 septembre 1976 |
| (2808) Belgrano      | 23 avril 1976     |
| (2893) Peiroos       | 30 août 1975      |
| (2928) Epstein       | 5 avril 1976      |
| (2964) Jaschek       | 16 juillet 1974   |
| (2997) Cabrera       | 17 juin 1974      |
| (3083) OAFA          | 17 juin 1974      |
| (3118) Claytonsmith  | 19 juillet 1974   |
| (3296) Bosque Alegre | 30 septembre 1975 |
| (3438) Inarradas     | 21 septembre 1974 |
| (3578) Carestia      | 11 février 1977   |
| (3633) Mira          | 13 mars 1980      |
| (3649) Guillermina   | 26 avril 1976     |
| (4008) Corbin        | 22 janvier 1977   |
| (4140) Branham       | 11 novembre 1976  |
| (4168) Millan        | 6 mars 1979       |
| (4232) Aparicio      | 13 février 1977   |
| (4270) Juanvictoria  | 1er octobre 1975  |
| (4390) Madreteresa   | 5 avril 1976      |
| (4397) Jalopez       | 9 mai 1981        |
| (4617) Zadunaisky    | 22 février 1976   |
| (4652) Iannini       | 30 août 1975      |
| (4725) Milone        | 31 décembre 1975  |
| (4914) Pardina       | 9 avril 1969      |
| (5042) Colpa         | 20 juin 1974      |
| (5077) Favaloro      | 17 juin 1974      |
| (5079) Brubeck       | 16 février 1975   |
| (5081) Sanguin       | 18 novembre 1976  |
| (5289) Niemela       | 28 mai 1990       |
| (5386) Bajaja        | 1er octobre 1975  |
| (5758) Brunini       | 20 août 1976      |
| (5793) Ringuelet     | 5 octobre 1975    |
| (5886) Rutger        | 13 juin 1975      |
| (5929) Manzano       | 14 décembre 1974  |
| (5987) Liviogratton  | 6 juin 1975       |
| (6109) Balseiro      | 29 août 1975      |
| (6307) Maiztegui     | 22 novembre 1989  |
| (6505) Muzzio        | 3 janvier 1976    |
| (6810) Juanclariá    | 9 avril 1969      |
| (7213) Conae         | 31 mai 1967       |
| (7626) Iafe          | 20 août 1976      |
| (7724) Moroso        | 24 juillet 1970   |
| (8447) Cornejo       | 16 juillet 1974   |
| (10988) Feinstein    | 28 juillet 1968   |
| (13476) 1974 QF      | 16 août 1974      |
| (14812) Rosario      | 9 mai 1981        |
| (19079) Hernández    | 31 mai 1967       |
| (19080) Martínfierro | 10 mai 1970       |
| (24606) 1976 QK2     | 20 août 1976      |